# Anderson (Texas)
Anderson város az USA Texas államában. Lakosainak száma 193 fő (2020. április 1.).

## Népesség
A település népességének változása:

| 2010 | 222 |
| 2020 | 193 |